# Fraktalkin
A fraktalkin, más néven kemokin (C-X3-C motívum) ligandum 1 fehérje, melyet az emberben a CX3CL1 gén kódol.

## Funkció
A CX3CL1 373 aminosavból álló nagy citokin, több doménnel, és a CX3C kemokincsalád egyetlen ismert tagja. A humán CX3CL1 neve fraktalkin, az egerekben lévőé neurotaktin. A CX3CL1 szerkezete más kemokinek jellemző szerkezetétől eltér. Például az N-terminális ciszteinek közti aminosavak száma eltér: 3 aminosav választja el a két ciszteint a CX3CL1-ben, ezzel szemben semmi nem választja el őket a CC kemokinek, illetve egy aminosav a CXC kemokinek esetén. A fraktalkin hosszú fehérjeként (emberekben 373 aminosav) jön létre, 241 aminosavas mucinszerű tönkkel, 19 aminosavas transzmembrán doménnel és ismeretlen funkciójú, 37 aminosavas sejten belüli doménnel. A mucinszerű tönk lehetővé teszi az egyes sejtek felszínéhez való kötődést. Egy oldékony (90 kDa) változatot is észleltek. Az oldékony CX3CL1-változat kémiailag vonzza a T-sejteket és a monocitákat, és a mucinszerű fehérjerész alapján történő proteolitikus leválasztással állítható elő, míg a sejthez kötött kemokin erős leukocitaadhéziót támogat az aktivált endotélsejtekhez, ahol elsősorban kifejeződik. A CX3CL1 adhéziós és mozgató funkcióit a CX3CR1 kemokinreceptorral való interakció révén fejti ki. Génje a 16. kromoszómában van egyes CC kemokinekkel, a CCL17-tel és a CCL22-vel.
A fraktalkin nagy mennyiségben fordul elő az agyban, különösen az idegsejtekben, receptora pedig megtalálható a mikrogliasejtekben. Ezenkívül fontosnak bizonyult a mikrogliasejtek mozgásában. A CX3CL1 kifejezése a hippocampusban is nagyobb egy tértanulást követő rövid időszakban, melynek célja lehet a glutamátmediált neurotranszmisszió szabályzása. Ez a kemokin lehetséges szerepét is mutatja a szinaptikus skálázás plaszticitásában. Ezenkívül a fraktalkin a receptorának agonistája.
A CX3CL1 transzmembrán változatát nagyrészt epitélsejtek fejezik ki a bőrben, a mandulákban és a vastagbélben. A fraktalkin antitestje reagál a humán CD84-gyel.

## Fordítás
Ez a szócikk részben vagy egészben  a   CX3CL1 című angol Wikipédia-szócikk ezen változatának fordításán alapul.  Az eredeti cikk szerkesztőit annak laptörténete sorolja fel. Ez a jelzés csupán a megfogalmazás eredetét és a szerzői jogokat jelzi, nem szolgál a cikkben szereplő információk forrásmegjelöléseként.